# ده میرجعفرخان
ده میرجعفرخان، روستایی از توابع بخش مرکزی شهرستان هیرمند استان سیستان و بلوچستان ایران است.

## جمعیت
این روستا در دهستان جهان‌آباد قرار دارد و براساس سرشماری مرکز آمار ایران در سال ۱۳۹۵، جمعیت آن ۱،۵۰۰ نفر (۴۰۰خانوار) بوده‌است.
بیشترین جمعیت این روستا رو طایفه خمر تشکیل میدهد حدود 50خانوار و طایفه های دیگر نظیر 
بامری.سارانی،کاشانی،و...تشکیل داده شده است